# Anthesteria
Die Anthesteria (altgriechisch Ἀνθεστήρια (Blumenfest), deutsch auch Anthesterien) waren ein Fest des attischen Festkalenders. Sie fanden an den drei Tagen vom 11. bis 13. des nach dem Fest benannten Monats Anthesterion statt, der sich mit den heutigen Monaten Februar und März überschnitt. Dabei hatte jeder der drei Tage eine andere Bedeutung mit verschiedenen Riten und Festabläufen. Sie wurden zu Ehren des Gottes Dionysos gefeiert, so wie vier bis fünf andere Feste innerhalb und außerhalb Athens. Als Grundlage des Festes galt die zweite stille Gärung des Weines. Das heißt, der Most aus dem Herbst des Vorjahres wurde in der Zwischenzeit in fertigen Wein umgewandelt. Der Name des Festes stammte von dem griechischen Wort ἄνθος (anthos), das sowohl als Epithet Ἀνθεύς des Dionysos den Frühlingsgott als auch wörtlich die einfachen Blüten bezeichnete. Dies weist auf die Funktion der Feierlichkeiten als Frühlingsfest zur Begrüßung des nahenden Lenz hin. Auch bekannt ist es unter dem Namen „ältere Dionysia“.

## Charakter des Festes
Die Anthesterien werden als fröhliche und ausgelassene Feier bezeichnet, die durch ihre Umzüge und die Verkleidungen auch teilweise karnevalsähnliche Züge trug. Die Festtage wurden von einem Jahrmarkt begleitet, auf dem verschiedene Artikel aus der Umgebung feilgeboten wurden, zum Beispiel Tonwaren, besonders die pithoi, die großen, bemalten Tongefäße für das Fest, der junge Wein und andere Exportartikel. Dadurch wurden vor allem auch viele Marktleute und die Bevölkerung aus den Nachbarregionen angezogen. Dabei war das Fest staatlich anerkannt und teilweise durch kleine Geschenke der Regierung gefördert und unterstützt. Der wichtigste Ort der Feierlichkeiten war ein Bezirk am Westabhang der Akropolis, das Limnaion, das in einem Sumpfgebiet gelegen haben soll.

## Der Ablauf des Festes

### Die Pithoigia
Die Anthesterien begannen am 11. Anthesterion mit der Öffnung der Weinfässer, auch Pithoigia genannt. Hier zeigte sich schon die erste Verkehrung der normalen Umstände, es wurden nämlich die Tempel sämtlicher Götter in Athen versperrt und mit Seilen verhängt. Hingegen wurde der Dionysostempel, der sonst das ganze Jahr über verschlossen war, nur an diesem einen Tag geöffnet. Jener Tag wurde komplett der Ehrung Dionysos gewidmet, man dankte ihm für die Vollendung des neuen Weines und generell für seine Funktion als dessen Überbringer. Auch wurden ebendiesem Wein mythologisch besondere Kräfte beigemessen, da er der neue Wein war. Im Allgemeinen war es in der Mythologie üblich, das Neue und Unbekannte erst einmal pauschal als gefährlich einzustufen und ihm mit Vorsicht und Besonnenheit zu begegnen. Genauso handhabten es die Feiernden auch mit dem neuen Wein. Um die Gefahr, die angeblich von ihm ausging, zu beseitigen, wurden besondere Riten begangen. Zu diesen gehörte zum Beispiel, am Anfang des Festes etwas vom Wein an Dionysos zu spenden. Damit sicherte man sich seine Gunst und hoffte, dass er den Wein reinige und seine Gefahren banne. Dazu ging man mit seinem pithoi und seinen Trinkgefäßen zum Limnaion und spendete dort den Wein. Außerdem tanzte und sang man zu Ehren des Gottes. An diesem Ritual durften auch die Sklaven teilnehmen. Abgesehen davon vergnügten sich die Leute natürlich auf den begleitenden Märkten, schlossen dort Geschäfte ab und sprachen dem neuen und von Dionysos gereinigten Wein zu.

### Die Choen

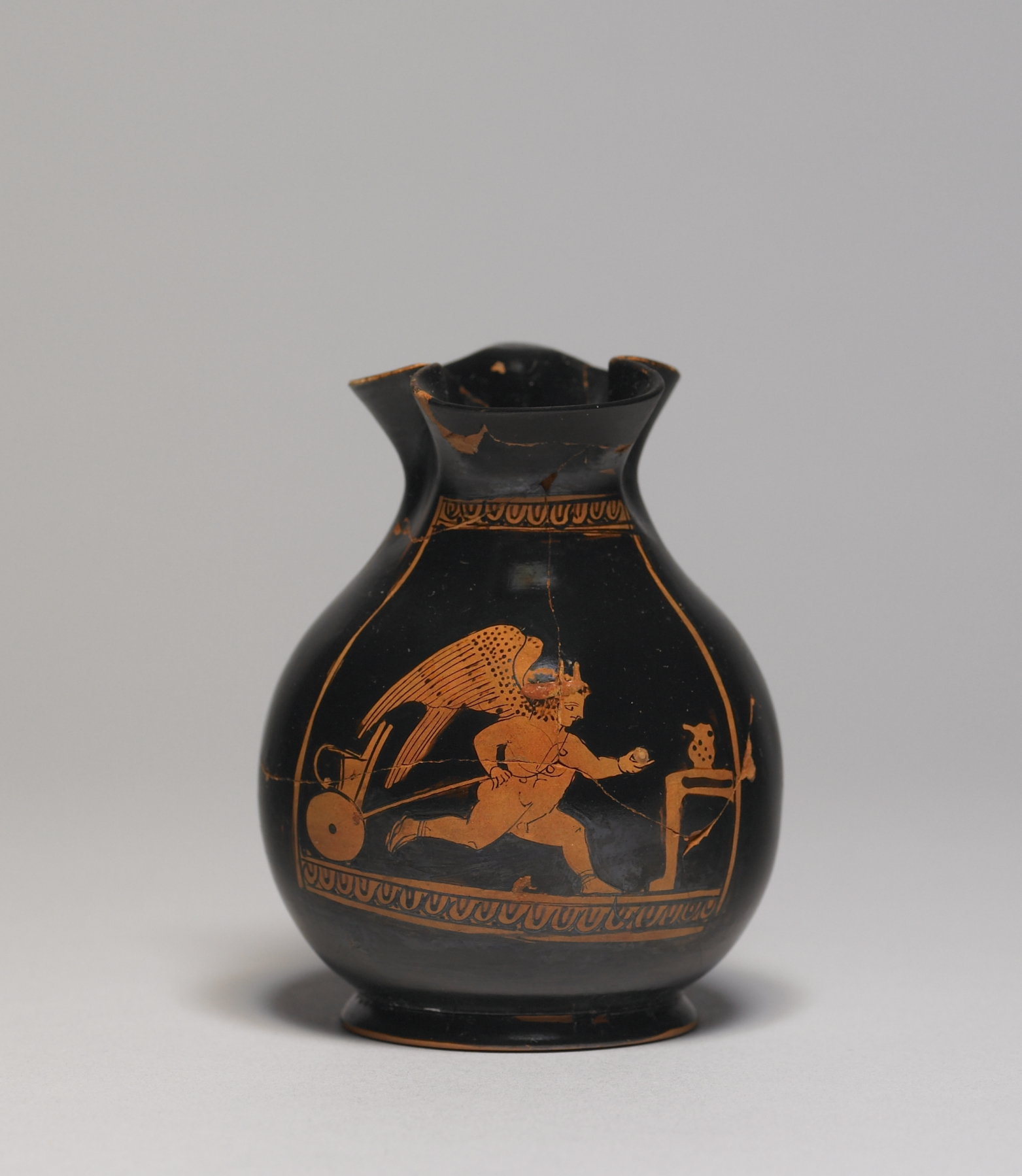
Choenkännchen als typisches Geschenk zu den Choen.

Die ungewöhnliche Umkehrung der Gegebenheiten findet man auch in einem anderen Ritual. Während der Anthesterien trank jeder Teilnehmer aus seinem eigenen Krug (Chous), statt dass, wie sonst üblich, aus einem Mischkrug für alle geschöpft wurde. Auch Kinder bekamen hier teilweise zum ersten Mal eigene Krüge (Choenkännchen) geschenkt, die oft mit Bildern von spielenden und feiernden Kindern verziert waren. Ihnen wurden auch Blumenkränze auf den Kopf gesetzt, was im Zusammenhang mit dem ersten Geschenk als eine Art Konfirmation, ein Initiationsritus gesehen werden kann. Aufgrund der hohen Kindersterblichkeit glaubte man, dass die Kinder ab dem Alter von drei Jahren den größten Gefahren entwachsen waren und begrüßte sie so in der Welt der Älteren. Außerdem hoffte man, dass die natürliche Kraft der Blütenkränze auf die Kinder übergehen würde und diese für die Zukunft stärke. Die Erwachsenen trugen ebenfalls Kränze, die sie am Abend der Feierlichkeiten um ihren Krug legten und der Dionysospriesterin im Heiligtum spendeten. Das Lenaion wurde auch ganz mit Blumen verziert. Man vermutet, dass diese Funktion von der Basilinna ausgeführt wurde, die damit eine weitere wichtige Rolle in dem kultischen Glauben zur Anthesterienzeit spielte. Das Gelage begleiteten dabei oft Flötenspielerinnen. Eine weitere Ungewöhnlichkeit bestand darin, dass alle ihre Trinkschalen schweigend leerten. Die Tradition des eigenen Krugs und des Schweigens basierten auf einer alten Sage über Orestes. Laut dieser hatte dessen Mutter seinen Vater Agammenon heimtückisch ermordet, weswegen Orestes in tiefer Verzweiflung seinerseits einen Muttermord beging. Nach dieser schlimmen Tat wollte er sich am Feiertag der Anthesterien dem Areopag in Athen stellen. Dieser beschloss, Orestes freundlich in der Stadt aufzunehmen und ihn auch an den Feierlichkeiten teilhaben zu lassen. Um jedoch die Bewohner nicht der Gefahr auszusetzen, sich mit dessen Sünde zu beflecken, wurde festgelegt, dass jeder entgegen seiner üblichen Gewohnheit aus einem eigenen Krug trinken solle. Damit wurde die Übertragung verhindert und Orestes trotzdem die Teilnahme ermöglicht.
Abgesehen von der Bekränzung der kleinen Kinder gab es noch andere Segensriten am Tag der Choen. Als wahrscheinlich Wichtigster wäre an dieser Stelle der Hieros Gamos zu nennen. Dieser umfasste im Wesentlichen die Aufgabe der Basilinna, sich rituell mit dem Gott Dionysos zu vermählen. Dazu wurde am frühen Nachmittag der so genannte Schiffskarrenumzug durchgeführt. Dabei fuhr ein von einem Priester gesteuertes Schiff auf Rädern vom Hafen in die Stadt und von dort aus zum Tempel. Zwischendurch wurden auch auf dem Marktplatz mehrere Runden gedreht. Hinter und um den Wagen ging die Bevölkerung. Selbst kleinste Kinder durften schon an diesem Ereignis teilnehmen. Die Personen auf dem Wagen verspotteten die Bevölkerung und andersherum, und generell war es ein sehr wildes Treiben. An der Spitze des Zuges lief die Kanephore. Zur mythologischen Bedeutung wird vermutet, dass Dionysos auf dem Karren Einzug zur Hochzeit mit der Basilinna hielt und mit dem Schiff seine Reise über das Meer vor dem Eintreffen in Attika angedeutet wird.

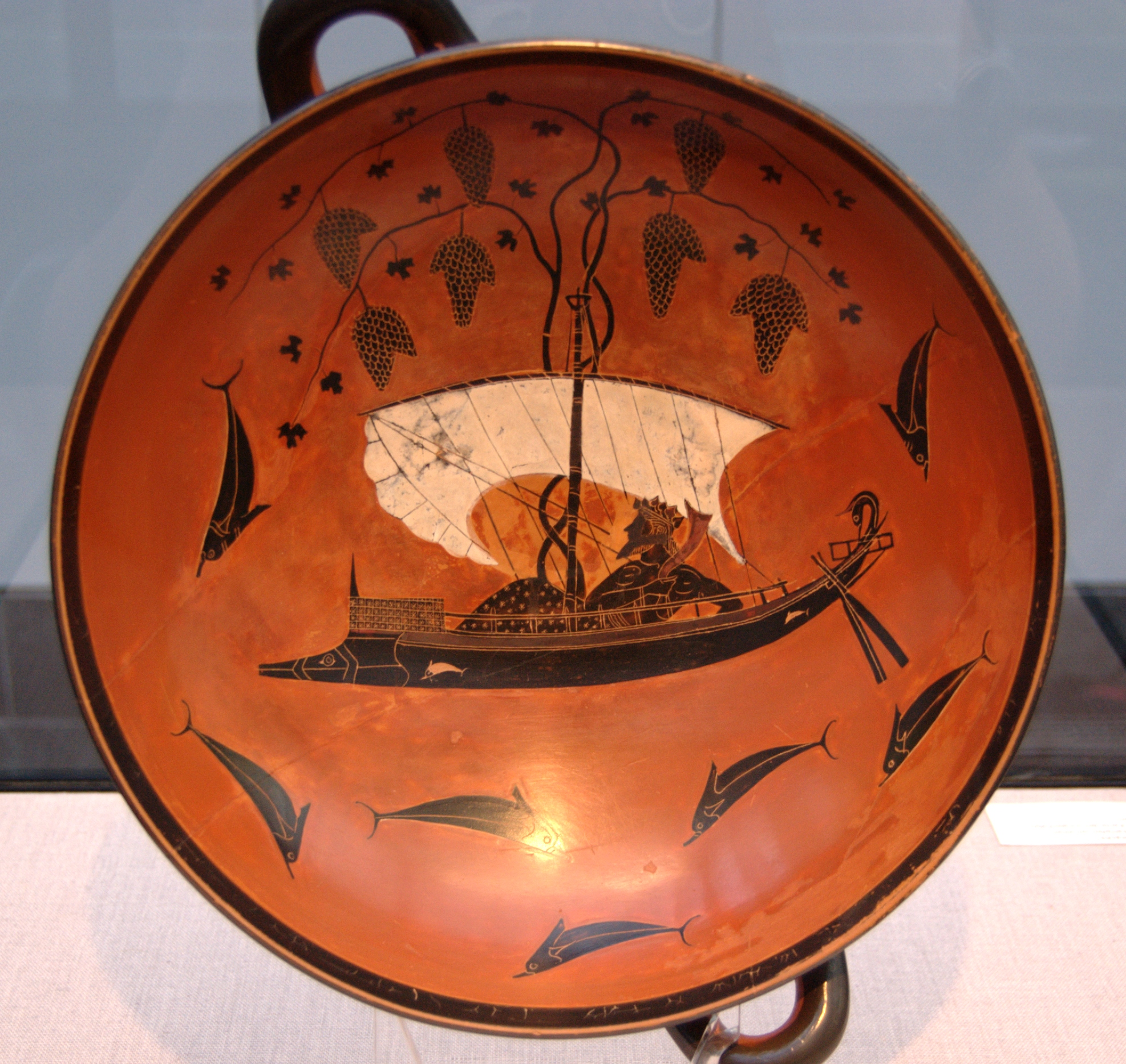
Dionysos-Schale: Dionysos fährt über das Meer.

Als Verkörperung von Dionysos und seinem Gefolge standen auf dem Wagen auch Schauspieler, die sich als Gott, Satyr oder Mänade verkleidet hatten und diese nachstellten. War der Wagen dann am Tempel angelangt, musste die Hochzeitsnacht von der Basilinna vorbereitet werden. Dazu legte sie im Dionysostempel bei Fackelschein einen Eid über ihre persönliche Reinheit, Keuschheit und die Erfüllung ihrer gottesdienstlichen Pflichten ab. Begleitet wurde sie dabei von den 14 Gerarai, die unter der fachkundigen Leitung der Basilinna an 14 Altären im Tempel verschiedene rituelle Funktionen ausführten. Der Titel der Frauen bedeutete „ehrwürdig“, was vor allem den Respekt vor ihrem wichtigen Amt ausdrückte. Mitnichten wurden sie als lüsterne Jüngerinnen des Dionysos angesehen, sondern sie hatten einen hohen Stand in der Gesellschaft.
Nach diesen Reinigungsritualen wurde eine hölzerne Stele, die dem Gott nachempfunden war, in einer feierlichen Prozession, die als Hochzeitszug mit der Basilinna galt, vom Tempel zum Bukolion geführt. Diese Räumlichkeiten waren ein altes, hergerichtetes Amtslokal des Archon. Der Umzug wurde von einem großen ausgelassenen Publikum begleitet, das mit dem Wagen mitlief. War die Basilinna am Bukolion angekommen, war sie die Einzige, die dieses außer dem Gott, ihrem Bräutigam, betreten durfte. Um dieser Aufgabe würdig zu sein, musste sie als Frau des Archon Basileus auch bestimmte Voraussetzungen erfüllen, zum Beispiel, dass sie vor ihm noch keinen anderen Mann gehabt hatte. In den Räumlichkeiten vollzog sie dann die Brautnacht, die sie auch mit geheimen Ritualen zugebracht haben soll. Die Rolle des Dionysos wurde vielleicht durch Menschen vertreten, am wahrscheinlichsten scheint hierbei ihr eigener Mann gewesen zu sein, der damit quasi die äußere Hülle für den Gott bot. Während drinnen die Zweisamkeit zelebriert wurde, feierte draußen die Bevölkerung die Nacht weiter durch. Beim ersten Tageslicht wurde die Stele dann zum Dionysostempel zurück geschafft, die Brautnacht war beendet und die rituelle Vermählung vollzogen. Neben diesen ganzen Feierlichkeiten und dem Trubel darf man jedoch auch eine andere wichtige Seite der Choen nicht vernachlässigen. Gegen Abend des 12. Anthesterion begann der Umschwung zu den Chytren stattzufinden. Der ganze Tag wurde von den Zeitgenossen kritisch betrachtet, es wurde geraten keine Geschäfte abzuschließen und generell galt er als Unglückstag. Am Abend begannen, nach der Vorstellung der Athener, die Verstorbenen wieder an die Oberfläche zu kommen, um dort zu spuken.

### Die Chytren
Der letzte Tag des Festes stand in seinem Ablauf und seiner Bedeutung vollkommen konträr zum ersten und zweiten. Es war der Tag der Toten, der Wettkämpfe und der Kochtöpfe. Dieses leitet sich dadurch her, dass an jenem Tag eine Panspemie, also eine Topfspeise aus Sämereien, ohne Opferfleisch, zubereitet und dargebracht wurde. Die Panspemie wurde von schönen Frauen als Gabe überreicht. Die Frauen beteten gleichzeitig auch für die Toten und die Ahnen. Dabei wurde das Opfer nicht gegessen, sondern zusammen mit den Komponenten Wasser, Mehl und Honig in einer Erdspalte von einem halben Meter Breite in der Nähe des Olympieion geopfert. Diese Abläufe sollten an den chthonischen Hermes als Todesopfer zur Sühnung der Überfluteten aus Deukalions Zeit erinnern. Der dritte Tag der Anthesterien galt wegen seiner starken Verbindung zu den Toten als unheimliche Zeit, die sich in ihrer negativen Wirkung sogar auf den ganzen Monat erstreckte. Aus Furcht vor den angeblich erscheinenden Geistern wurden gegen deren Besuch allerlei Abwehrmaßnahmen unternommen. Zwei davon waren zum Beispiel seine Türen mit Pech zu bestreichen und morgens Weißdorn zu kauen. Damit versuchte man seine Haus- und Körperöffnungen vor den eindringenden Seelen zu schützen.
Gleichzeitig wurden jedoch zur Ehrung und Wertschätzung der Toten mimische Tänze, musische und rhetorische Darbietungen aufgeführt. Es durfte jedoch kein Schauspiel, das als Zeichen und Merkmal des Dionysos galt, inszeniert werden. Auch wurden verschiedene sportliche Wettkämpfe veranstaltet, die aber in ihrer Funktion als Leichenspiele angesehen wurden. Das Verschließen der Tempel fand auch statt, um sie für ungebetene Gäste, wie zum Beispiel Gespenster, zu verschließen. Besonders interessant war auch, dass die Zeit der Chytren mit einem anderen Fest zeitlich zusammenfiel. Die Rede ist hier von dem Schaukelfest der Aiora, das vor allem von den Kindern und Jugendlichen zelebriert wurde. Dabei sollten sie lange und intensiv schaukeln, um damit sich selbst zu reinigen und Segnungen zu erlangen. Dies sollte geschehen, indem durch die heftige Bewegung das Unheil hinfort geschleudert wurde. Das Fest galt als Sühnefeier für die verstorbene Erigone, als Ritus zur Ehrung der Toten, quasi um die Toten zufrieden zu stellen und somit Glück im neuen Jahr zu erlangen. Nach dem Ende des letzten Tages wurden verschiedene Sprüche ausgerufen, die die Geister aus den Häusern vertreiben sollten.